# State of Mind (bài hát)
"State of Mind" (2003) là tên ca khúc đầu tiên và cũng là đĩa đơn duy nhất trong album thứ hai của Holly Valance là State of Mind. Đĩa đơn này là đĩa đơn thứ ba của Valance nằm trong bảng xếp hạng top ten đĩa đơn tại Anh (vị thứ #8), nằm trong bảng xếp hạng top 75 trong suốt 10 tuần liên tiếp. Tại Úc, "State of Mind" đứng thứ #21, lọt vào top 20 (vị thứ #16) trong tuần thứ hai phát hành của đĩa đơn này và tăng lên vị thứ #14 trong tuần thứ ba.
Đĩa đơn này phát hành tại Anh dưới dạng đĩa đơn DVD.

## Danh sách bài hát
UK CD Single
1. "State of Mind" — 3:20
2. "State of Mind" (Vertigo Extended Mix) — 7:00
3. "State of Mind" (Felix Da Housekatt Mix) — 7:27
4. "State of Mind" (Music Video)

Australian CD Single
1. "State of Mind" — 3:20
2. "State of Mind" (Vertigo Remix) — 6:55
3. "State of Mind" (Rhythm Shed Radio Edit) — 6:37
4. "State of Mind" (Felix Da Housekatt Mix) — 7:27
5. "State of Mind" (Extended Original) — 5:12

DVD Single
1. "State of Mind" (Music Video)
2. "State of Mind" (Video Hậu Trường)
3. "Photo Gallery"
4. "Album Preview"

## Xếp hạng
| Bảng xếp hạng (2003)          | Vị thứ |
| ----------------------------- | ------ |
| Australian ARIA Singles Chart | 14     |
| Finland Singles Chart         | 16     |
| Ireland Singles Chart         | 27     |
| Italian Singles Chart         | 41     |
| Japan Singles Chart           | 28     |
| UK Singles Chart              | 8      |